# 현현교육
(주)현현교육(상표명: 스카이에듀, SKYEDU)은 대한민국의 온라인 교육 학원이다.
2000년 6월 23일 한국방송공사와 (주)케이티가 투자해 설립한 회사인 (주)크레지오닷컴 과, 서울특별시에 위치한 입시학원인 정보학원이 공동으로 (주)크레지오에듀를 설립했다. 2002년 7월 중등학교 교사 출신 학원강사 이현이 이를 인수 해 대표이사로 취임했고, 같은 해 12월 도메인을 현재의 "www.skyedu.com"으로 바꾸어 사이트명을 "스카이에듀"로, 상호명을 (주)스카이교육으로 변경 하였다.
2002년 12월 한국디지털위성방송(주)와 협정을 체결 후, 이듬해 3월 스카이라이프에 수능 채널을 개국했다. 2005년 12월 1일 자본금 5천만원으로 (주)현현교육이 신규 설립되었고, 2006년 12월 31일 (주)스카이교육이 (주)현현교육에 합병 되며 폐업하였다.
2012년 10월, (주)위너스터디와 업무제휴계약을 체결 후 위너스터디 사이트를 스카이에듀로 통합시켰다.
2014년 9월 16일 주식양수도계약에 따라 최대주주가 이현에서 주식회사 에스티 앤 컴퍼니로 변경되어 경영권이 인수되었고, 에스티앤컴퍼니의 자회사로 편입되었다.

## 한국정보공학 피흡수합병 부결
2008년 2월 27일 현현교육이 한국정보공학(주)에 계약금 50억원(전체 계약금 200억원)을 지불하고, 한국정보공학의 최대주주 보유 주식과 경영권을 현현교육에 양도 하고 현현교육은 한국정보공학에 피흡수합병되는 계약을 체결하였다. 이에 4월 15일 현현교육은 임시주주총회를 통해 78.06% 참석, 만장일치로 합병결의안을 채택하였고, 4월 21일 중도금 110억원을 한국정보공학에 지급했다. 그러나 다음 날인 4월 22일 개최된 한국정보공학의 임시주주총회에서 합병결의안이 부결되어 회사합병결정이 취소되었다.

## 개인정보 유출 사고
2019년 2월 13일, 현현교육 및 그 모기업인 ST Unitas에 따르면, 현현교육이 보유한 2018년 10월 12일 이전에 가입한 회원의 개인정보가 유출돼 회사와 방송통신위원회가 대응에 나섰다고 한다. 이름과 ID, 이메일, 주소, 전화번호, 비밀번호 등이 유출된 것으로 알려졌다. 회사 측은 "회원별로 개인정보 유출범위가 다르며, 비밀번호는 암호화된 상태라 (유출됐더라도) 안전하다"고 밝혔다.